# Братский завод Отопительного Оборудования
Братский завод Отопительного Оборудования (БЗОО) ордена Трудового Красного Знамени (переименован в ПО "Сибтепломаш", ЗАО "Системы Теплообеспечения") находится в микрорайоне Гидростроитель города Братск. Завод специализируется на выпуске котлов, батарей, радиаторов и солнечных коллекторов.
Коллектив завода был награждён в мае 1986 года орденом Трудового Красного Знамени, многими грамотами и дипломами, являлся неоднократным победителем соревнований в г. Братске, Иркутской области и по Министерству промышленности строительных материалов СССР. Директором завода с 1975 г. по 1993 г. был кавалер трёх орденов Трудового Красного Знамени и двух орденов Ленина Пётр Николаевич Самусенко.

## История
Январь, 1968 года — постановление совета министров СССР о строительстве завода отопительного оборудования в г. Братске.
Декабрь, 1973 года — изготовлен первый стальной панельный радиатор.
Апрель, 1975 года — изготовлена первая электромеханическая топка.
Май, 1977 года — произведена первая плавка чугуна в литейном цехе котлов.
Июнь, 1977 года — изготовлена первая партия котлов КЧМ-2М.
Декабрь, 1977 года — изготовлен первый образец передвижной автоматизированной котельной установки.
Январь, 1978 года — выпущен первый котёл «Братск»
Март, 1979 года — изготовлен первый котлоагрегат «Братск»
Январь, 1981 года — изготовлен первый котлоагрегат «Братск-1Г», работающий на газе.
Февраль, 1982 года — выпущена первая котельная установка УКМТ-1, работающая на твёрдом топливе
Октябрь, 1982 года — начало изготовления солнечных коллекторов.
Декабрь, 1982 года — изготовлен первый сейф.
Апрель, 1983 года — изготовлен первый образец топки механической моноблочной.
Май, 1983 года — выпущен опытный образец котла «Братск-М».
Март, 1984 года — выпущен опытный образец УСК.
Август, 1984 года — изготовлена опытная партия бытовых печей.
Июнь, 1985 года — изготовлен опытный образец УКМТ-3.75.
Апрель, 1986 года — выпущены первые топки 0.8 МВт.
Август, 1989 года — изготовлен первый образец ПАКУ-3.72Г.
Май, 1987 года — выпущены первые образцы котлов ВК-31.
Май, 1987 года — выпущена установка БМКУ-5.0Ж.
Декабрь, 1987 года — изготовлена установка КАТ-3.72Ж
Март, 1988 года — выпущены первые образцы котла 0.63 МВт.
В 1989 г. БЗОО начал продавать свои квартиры заводчанам.
С 1993 г. завод пришёл в упадок. Было принято решение о сокращении производства.

## Котлы "Братск"
Твердотопливные механизированные котлы с ручной загрузкой топлива. Слоевое сжигание топлива обеспечивается топками типа "шурующая планка". Поверхность нагрева состоит из двух блоков по 20 чугунных секций и топочного экрана из 9 стальных секций.  Конвективная поверхность нагрева очищается путем обдувки сжатым воздухом. Максимально допустимое давление воды в котле 0,6 МПа, температура до 115 °С, КПД котла составляет 77 %.
Рассматривается энергоэффективность гелиотеплиц, оснащённых котлами "Братск" БЗОО.

## УКМТ-1
Установка котельная модульная транспортабельная 1 (УКМТ-1) является одноблочной отопительной котельной со слоевым сжиганием рядовых каменных и бурых углей. Она обладает механизированными системами топливоподачи и золошлакоудаления. В УКМТ-1 установлен стальной панельный водогрейный котел с механической топкой (разработчик — НИИСТ Минстройматериалов СССР). Дымонасосная установка размещается вне котельной.
Технические характеристики. Теплопроизводительность — 1,25 МВт. КПД котла брутто: на каменном угле — не менее 80,8%, на буром угле — не менее 75%. Аэродинамическое сопротивление котла — 30 мм в. ст. Температура теплоносителя на входе в котельную должна составлять не менее 45°, а на входе в котел — не менее 70°. На выходе из котельной температура теплоносителя должна быть не более 115°, а абсолютное давление теплоносителя не должно превышать 0,7 МПа. Минимальный расход теплоносителя — 40 т/ч.

## Солнечные коллекторы
В период 1982 - 1992 гг. завод являлся производителем солнечных коллекторов. В 1990-е советские солнечные коллекторы превосходили зарубежные аналоги по показателям гальванического покрытия "чёрный хром". Мощность солнечного коллектора составляла 550 Вт/м2 при плотности суммарного потока солнечной радиации 800 Вт/м2, лучепоглощающей площади 0,8 м2 и температуре воздуха 20°С. 
В конце 70-х гг. XX в. в колхозе им. Калинина Первомайского района в Крыму была смонтирована гелиодушевая установка с гелиоприёмниками конструкции БЗОО.  Теплоноситель в установке циркулировал естественным образом за счёт температурного напора, обусловленного нагревом воды солнечной радиацией. Подпитка установки осуществлялась за счёт водопроводной сети.
В Нижегородском государственном архитектурно-строительном университете проводилось сравнительное исследование горячего водоснабжения на основе солнечных коллекторов, произведённых в БЗОО. Эффективный коэффициент теплопотерь вакуумированного стеклянного трубчатого коллектора принимался за 1,455 Вт/(м2К), а эффективный оптический КПД – за 0,54.
В статье В. А. Бутузова и А. А. Лычагина  указано, что по данным Краснодарской лаборатории энергосбережения и нетрадиционных источников энергии Академии коммунального хозяйства у солнечных коллекторов БЗОО наихудшие эксплуатационные показатели.

## Интересные факты
В 1973 г. был изготовлен сувенир "Завод отопительного оборудования" в форме плоской батареи.
К 10-летнему юбилею завода было отлито металлическое панно с изображением промышленной символики.

## Влияние на окружающую среду
Завод также рассматривается как источник загрязнения в Братском районе.